# Mindaugas Grigaravičius
Mindaugas Grigaravičius (ur. 15 lipca 1992) – litewski piłkarz, pomocnik, zawodnik litewskiego FK Riteriai, reprezentant Litwy.

## Reprezentacja
W seniorskiej reprezentacji Litwy zadebiutował 4 września 2016 w zremisowanym 2:2 meczu eliminacji Mistrzostw Świata 2018 przeciwko Słowenii, w którym wszedł z ławki rezerwowych na ostatnie 20 minut.